# Бібі Насері
Бібі Насері (фр. Bibi Naceri; нар. 28 грудня 1968, Париж) — французький актор арабського походження, найбільш відомий за фільмом «13-й район». Молодший брат актора Самі Насері.
Про життя Бібі Насері відомо дуже мало. Актором став у 20 років. Давав уроки акторської майстерності в Марселі для місцевої молоді. Знімався в епізодичних ролях в телевізійних фільмах «Окружна поліція / Police District», «Наварро / Navarro». У фільмах часто знімається під своїм справжнім ім'ям Ларбі Насері.
Перший сценарій «Not 'bon Louis» про Людовіка XVI написав в 1989 році. У 2002 році Бібі пише сценарій до фільму Кодекс / The Code. У головних ролях цього фільму знялися Самюель Ле Б'ян і його молодший брат Самі Насері. Але по-справжньому став знаменитим після фільму «13-й район», сценарій до якого написав спільно з Люком Бессоном.

## Фільмографія

### Сценарист
- 2001 — Бригада по-французьки (Кодекс) / La mentale / The Code
- 2002 — Retour en ville
- 2002 — Бригада по-французьки / La Mentale
- 2004 — 13-й район / Banlieue 13 — в співавторстві з Люком Бессоном, Таха Бемамуд
- 2005 — Другий шанс / Seconde chance (TV)
- 2008 — Дави на газ / Go Fast
- 2009 — Le Baltringue

### Актор
- 2001 — Вільне падіння / L'aîné des Ferchaux (TV)
- 2002 — Retour en ville — Жиль
- 2002 — Осине гніздо / Nid de guêpes — Employé Ponts et Chaussées
- 2002 — Ліга / Féroce — Ахмед
- 2002 — Бригада по-французьки / La Mentale — Rouquin
- 2003 — La bastide bleue (TV) — Шамінад
- 2004 — 13-й район — Таха Бемамуд
- 2008 — Par suite d'un arrêt de travail — Азіз
- 2008 — Go Fast — Тілоохоронець
- 2009 — Аіша / Aïcha (TV) — Абдель
- 2009 — Suite noire (TV) — Роланд

| Актор | Це незавершена стаття про актора. Ви можете допомогти проєкту, виправивши або дописавши її. |